# Лезенков, Леонид Васильевич
 Леонид Васильевич Лезенков (1894-1933) – российский художник, заложивший основы башкирской живописи.

## Биография
Леонид Васильевич Лезенков родился в 1894 г. в г. Уфе. В 1925 г. окончил ВХУТЕМАС, где учился с Кукрыниксами (М. Куприяновым, П. Крыловым, А. Соколовым).
С 1926 г. жил и работал в г. Уфе. Работал и дружил с художником А.Э. Тюлькиным. Внес огромный вклад в формирование молодого башкирского искусства.
С 1927 г. работал в Уфимском техникуме искусств, вел изостудию при клубе железнодорожников, одновременно кружок в Доме пионеров. Воспитал первых художников-профессионалов Уфы, среди которых первые художники Башкортостана — А. В. Храмов, М. Н. Арсланов, Г. С. Мустафин, получившие известность в республике и за её пределами. Лезенков пользовался авторитетом и любовью как педагог и художник.
Художник проявил свои способности в монументальном и декорационном искусстве. Так для выступления гастролирующей театральной труппы, прибывшей в Уфу, он декорации к оперетте Оффенбаха «Прекрасная Елена», которые понравились художнику А. Э. Тюлькину.
Умер в 1933 году.
Произведения Лезенкова хранятся в Нестеровском музее в Уфе и частных коллекциях.

## Творчество
В 1918 г. Тюлькин вместе с Лезенковым создают панно на тему «Свержение самодержавия», которое оформляло временную арку, построенную в честь въезда в Уфу Пятой Армии Восточного фронта под командованием Блюхера. Панно состояло из трех частей. Центральная композиция была выполнена А.Э. Тюлькиным и изображала аллегорию свержения самодержавия… В двух боковых панно, меньших по размерам, Л. Лезенков показал торопливое бегство белых войск, теснимых Красной Армией.
В галерее портретных образов, созданных художником есть и «Автопортрет» (1922).

## Выставки
Выставки Уфимского отделения АХРРа, Уфа, 1927—1932.

## Основные работы
В БГХМ им. М. В. Нестерова хранится 14 живописных произведений художника. Половину из них составляют портреты: «Портрет дочери Эделевой в детстве» (1927), «Портрет башкирки (Женский портрет)» (1929), а также ряд недатированных работ — «Портрет артистки села Давлеканово», «Девочка в красном платке», «Девочка в белом платке», «Портрет малыша» и другие. Л. В. Лезенкова привлекали преимущественно детские и женские образы, интересовала внешне выразительная и эмоционально сложная натура.
Кроме портретов, живописец создал несколько произведений в жанре пейзажа и натюрморта:: Натюрморт с яблоком, к. м., 1928. Натюрморт, к. м., 1929 и др.